# 北惠那交通
北惠那交通（日语：／）株式會社是一間總部位於岐阜縣中津川市的巴士公司，隸屬名鐵集團。曾經公司經營鐵路業務，當時公司名稱為北恵那鉄道（日语：／）。
在2013年（平成25年）3月退出包車業務，後來公司專營巴士路線。

## 概要

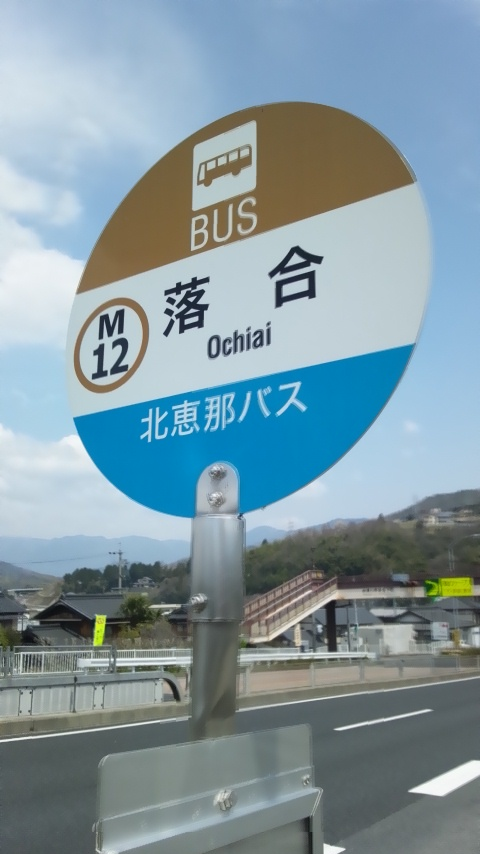
引入了編號的巴士站牌（圖中為馬籠線的巴士站）

電力大亨福澤桃介（福澤諭吉的養子）在成為大同電力（現時：關西電力）的社長時，修建了大井水壩工程。這個工程導致來自上流的木材不可以透過筏流運送至岐阜、名古屋方向。為了補償便敷設了鐵路線。
公司於1922年（大正11年）2月15日成立，第一代社長是福澤桃介。在這個筏流作業中的木材，包括了每20年便舉行一次神宮式年遷宮時所使用的御神木。基於這個關係，在2005年（平成17年）也運送了御神木，以供下一次的神宮式年遷宮。
與其他日本地方鐵路公司一樣，在1960年代至1970年代之間，由於機動化的發展代鐵路業務開始轉差。鐵路部門在1978年（昭和53年）廢除。翌年把公司改名為北惠那交通。
另外，公司曾經經營的士、巴士和貨車業務。但是的士業務在2013年（平成25年）1月起結束（參見「歷史」一節）。而貨車業務則轉讓給名鐵運輸的子公司名鐵急配中津川營業所。
在2012年（平成24年）4月起，在馬籠線各巴士站中引入車站編號。為了方便前往馬籠的遊客，在中津川站前至馬籠之間的各個巴士站編上「M01」至「M34」的編號。另外在巴士路線牌上以加上「M」字。為了方便外國遊客，在時間表和目的地資訊中加入多國語言（英文、中文、韓文）和羅馬字標記。

## 歷史
- 1922年（大正11年）2月15日：福澤桃介（日语：福澤桃介）連同其餘9位發起人建立公司。
- 1924年（大正13年）8月5日：北惠那鐵道線中津町至下付知之間開通。
- 1928年（昭和3年）12月3日：大井水壩工程專用線轉讓至北惠那鐵道，成為北惠那鐵道大井線（新大井 - 奧戶）。並開設客運業務。
- 1931年（昭和6年）
  - 2月25日：開設貨車業務。
  - 10月20日：開設巴士業務，首條路線為行走於中津川至付知之間（截至1934年，共有3架福特製巴士行走（載客量：6人）[2]）。
- 1934年（昭和9年）9月15日：大井線被廢除。
- 1940年（昭和15年）10月16日：暫停巴士業務[3]。
- 1941年（昭和16年）1月1日：暫停貨車業務[3]。
- 1958年（昭和23年）3月18日：名古屋鐵道參股。
- 1966年（昭和31年）6月25日：開設的士業務。
- 1978年（昭和53年）9月18日：北惠那鐵道線（中津町至下付知之間）被廢除。當日行走了「告別電車」。
- 1979年（昭和54年）6月12日：公司改名為「北惠那交通」。
- 2002年（平成14年）2月1日：隨著JR東海巴士於中津川市內撤退所有一般巴士業務，「惠那線」（中津川站前 - 尾崎 - 惠那追分 - 西山 - 玄經濟口 - 辻原口 - 美乃坂本）由北惠那交通繼承。
- 2008年（平成20年）10月1日：在中津川市內，為了避免與同一集團（名鐵集團）進行競爭。部分路線被廢除或轉讓給濃飛乘合自動車（日语：濃飛乗合自動車）中津川營業所。
- 2009年（平成21年）10月1日：實施時間表修正和路線改道（付知峽線、恵北線）。
- 2012年（平成24年）4月：在馬籠線各巴士站加上「車站編號」。
- 2013年（平成25年）
  - 1月31日：的士業務轉讓給同樣是名鐵集團旗下的東鐵的士（日语：東鉄タクシー）。
  - 4月1日：觀光巴士業務轉讓給同樣是名鐵集團旗下的東濃鐵道，觀光巴士車輛也轉移至該公司。
- 2021年（令和3年）4月1日
  - 隨著東濃鐵道中津川線廢除，坂本三坂線開始運行。除了高速巴士外，北惠那交通獨佔所有於中津川市內的巴士路線，同時營業範圍擴展至惠那市。
  - 在各路線上開始加上了編號，並展示在車輛路線牌上與其他地方。
  - 7月1日 - 名鐵集團重組巴士業務，成立中間控股公司「名鐵集團巴士控股（日语：名鉄グループバスホールディングス）」，北惠那交通成為旗下公司[1][4][5][6]。

## 路線
除了坂本三坂線部分區間外，所有路線都是在中津川市內行走。

### 現時路線
截至2021年（令和3年）7月：

#### 於中津川站到發的路線
| 中津川站前乘車處 | 路線名稱   | 路線編號 | 行走區間                                                                          |
| ---------------- | ---------- | -------- | --------------------------------------------------------------------------------- |
| 1號車道          | 付知峽線   | Ｔ       | 中津川站前 - 苗木 - 福岡 - 付知峽倉屋溫泉 - 加子母綜合事務所前                    |
| 1號車道          | 松惠線     | Ｅ       | 中津川站前 - 惠下橋 - 松田橋 - 中津川站前                                         |
| 1號車道          | 川上線     | Ｋ       | 中津川站前 - 中津川市政廳 - 中津川合同廳舍前 - 王子製紙前 - 惠那山韋斯頓公園前    |
| 1號車道          | 苗木城線   | Ｎ       | 中津川站前 - 苗木城                                                               |
| 2號車道          | 市民醫院線 | Ｂ       | 中津川站前 - 三菱工場前 - 中津川市民醫院 - 美乃坂本站前                           |
| 2號車道          | 手賀野線   | Ｃ       | 中津川站前 - 三菱工場前 - 手賀野 - 中京學院大學                                   |
| 2號車道          | 坂本三坂線 | SM       | 中津川站前 - 三菱工場前 - 中津川市民醫院 - 美乃坂本站前 - 坂本三坂 - 東鐵惠那車庫 |
| 3號車道          | 馬籠線     | Ｍ       | 中津川站前 - 落合 - 中切 - 神坂小中學前 - 馬籠                                    |
| 3號車道          | 馬籠線     | Ｍ       | 中津川站前 - 落合 - 大久手 - 馬籠                                                 |
| 3號車道          | 坂下線     | Ｓ       | 中津川站前 - 落合 - 坂下站前                                                      |

#### 其他路線
括號內是路線編號。
- 加子母市民醫院線（KB） ：加子母綜合事務所 - 經城山大橋（日语：城山大橋 (木曽川)） - 中津川市民醫院（日语：総合病院中津川市民病院）[注 16]
- 藤澤線[注 12] （F） ：坂下站前 - 馬籠
- 夕森公園線[注 12] （Y） ：坂下站前 - 夕森公園口[注 17]
- 坂下加子母線[注 12] （SK） ：坂下站前 - 田瀨橋 - 加子母綜合事務所前[注 18]
- 坂下體育館線[注 12] （SK） ：坂下站前 - 坂下體育館
- 坂下高校線[注 12] （SS） ：坂下站前→坂下高校下[注 19]

### 廢除路線
- 蛭川線＜2007年（平成19年）4月1日廢除＞：高山 - 湯之島口[注 20]
- 惠北線＜2009年（平成21年）10月1日廢除＞：中津川站前 - 坂下站前 - 加子母綜合事務所前[注 12][注 18][注 21]
- 付知峽線＜2007年（平成19年）10月1日部分區間廢除＞廢除區間：付知峽倉屋溫泉 - 付知峽權四薙 - 不動瀧[注 22]
- 松惠線東回＜2009年（平成21年）3月31日廢除＞：中津川站→松田橋→惠下橋→昭和橋→中津川站[注 3]
- 外洞·上野線＜2014年（平成26年）10月1日廢除＞：坂下站前 - 外洞·赤田 - 宮之洞[注 12]
- 加子母小鄉線＜2015年（平成27年）3月31日廢除＞：加子母綜合事務所前 - 小鄉

## 車輛

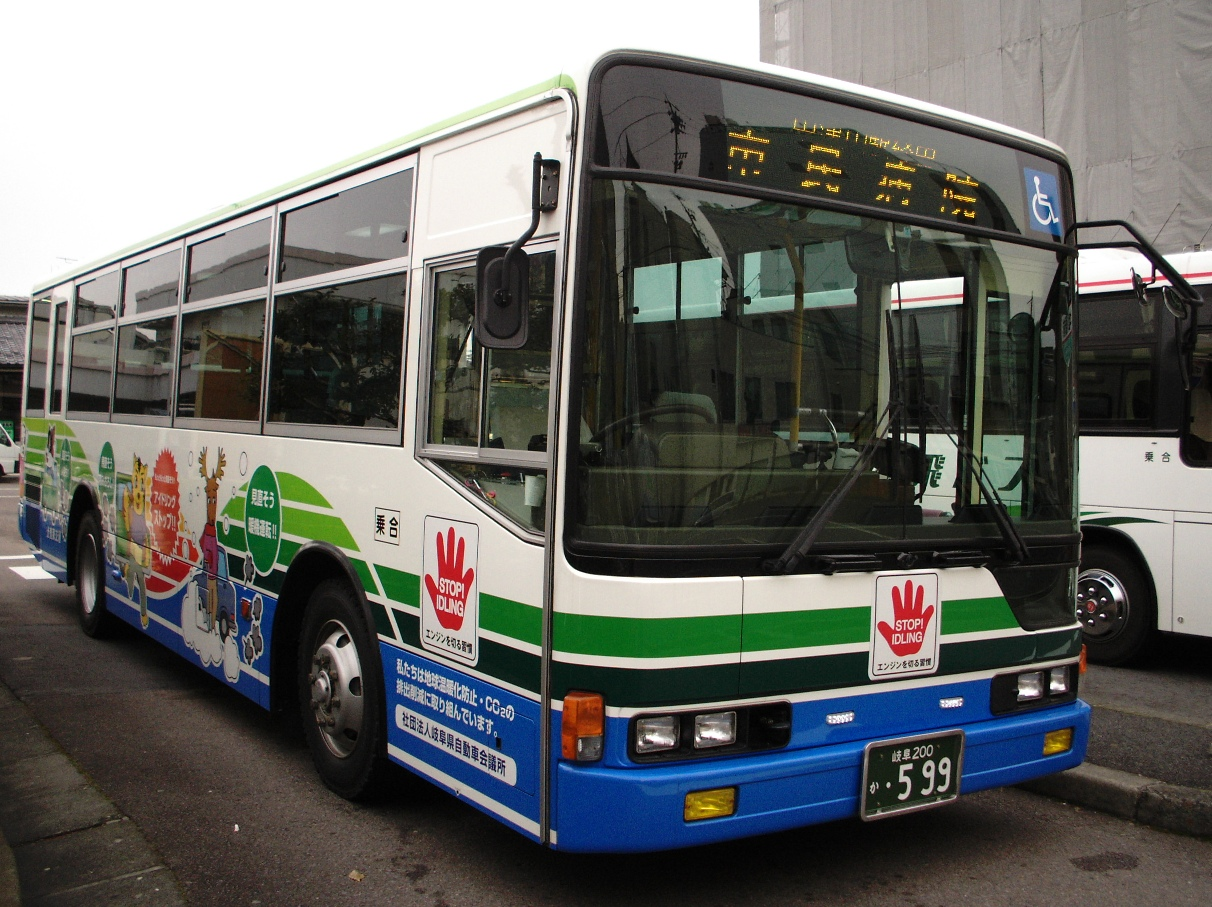
一般巴士路線車輛
三菱扶桑Aero Star

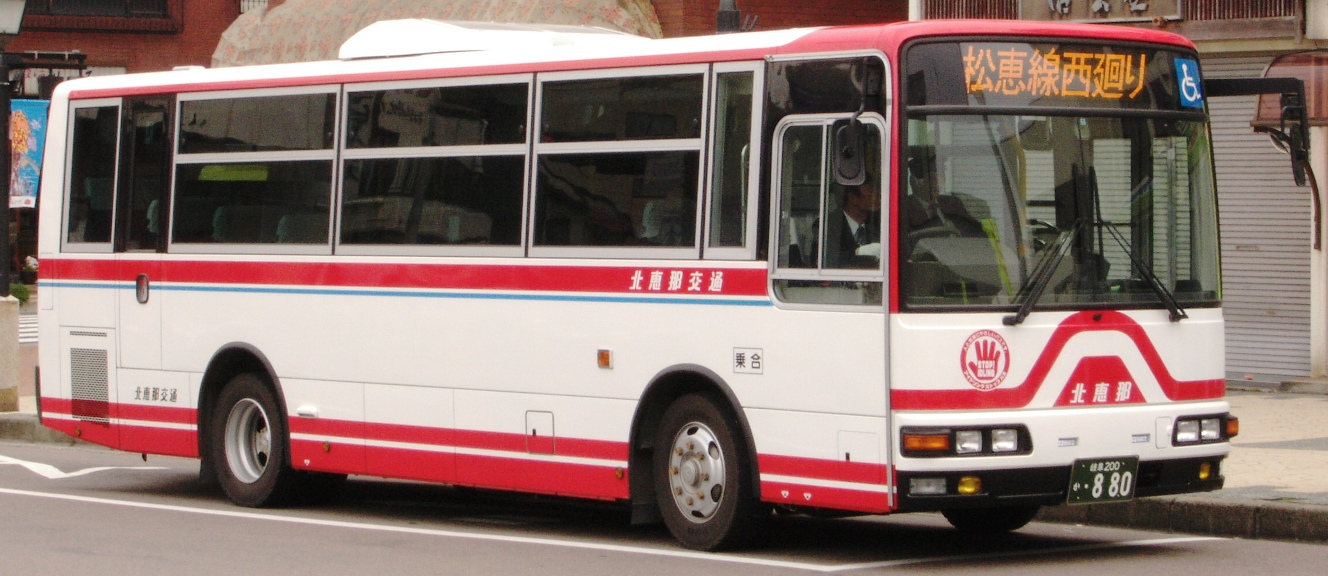
名鐵集團共用顏色
三菱扶桑MK

### 車輛製造商、塗裝
由於公司屬名鐵集團旗下，因此大多數巴士都是由三菱扶桑製造。除了從北惠那交通購入全新車輛外，也有從JR東海巴士承繼惠那線時，同時從JR東海巴士接收一些日野製巴士。另外還有從濃飛巴士轉讓路線時，接收了一些巴士。以及來自名鐵巴士的巴士。
塗裝方面，雖然在車隊中，還有巴士的塗裝是使用與名鐵巴士相近的舊塗裝，但是使用原始塗裝的巴士數目開始上升。近年也引入了使用名鐵集團共通色的巴士。

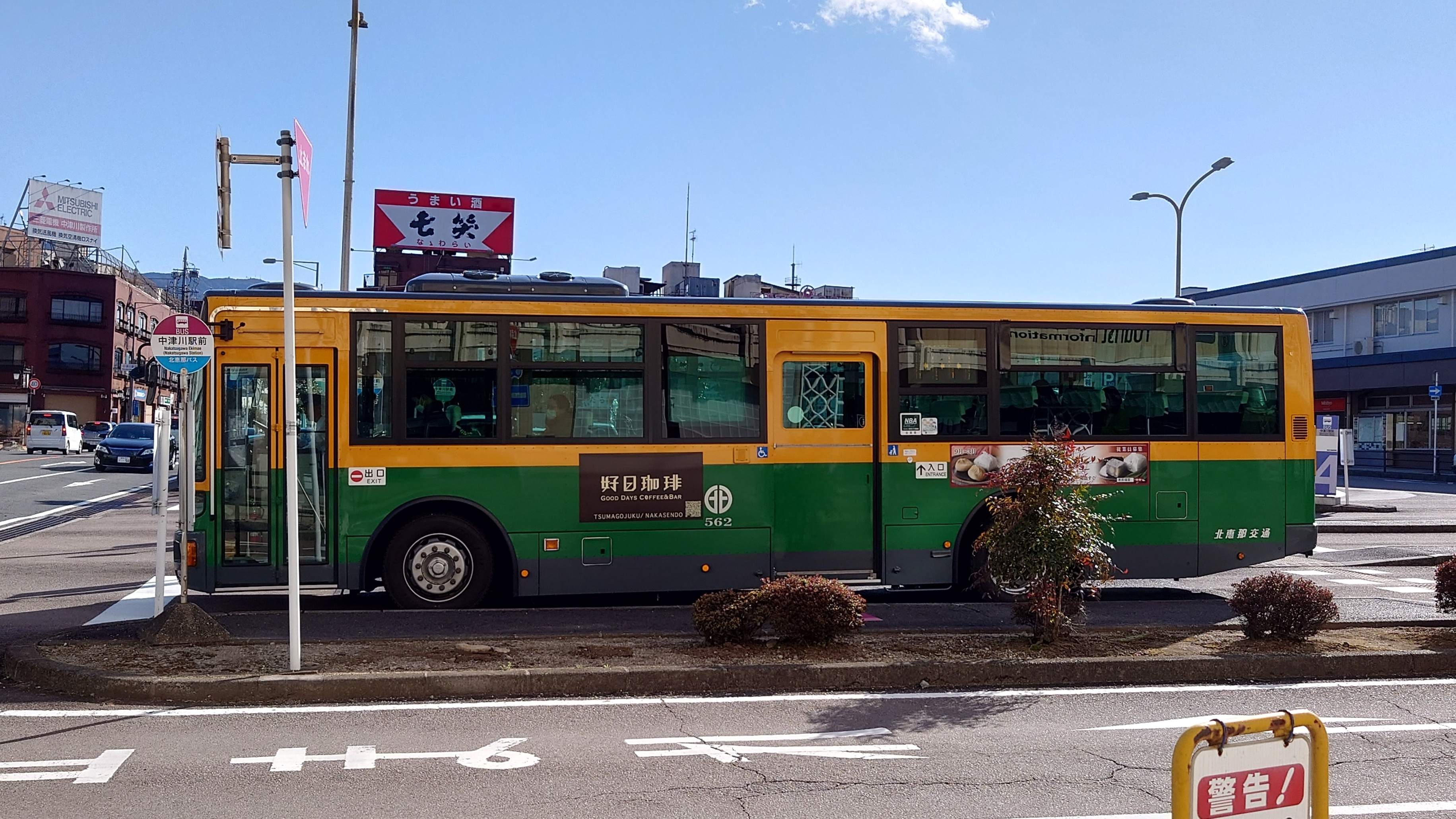
舊北惠那鐵道的鐵路車輛塗裝復刻在巴士上

在2019年（令和元年）引入的新車中，車身塗裝復刻了北惠那鐵道廢線前的主力車輛Mo560形電動列車，車內也模仿了當時鐵路車輛的模樣。在2020年也引入了相同款式的車輛。

### 乘車方法
基本上是使用整理券方式，於後門乘車，前門下車。從濃飛巴士轉讓的路線方面，有一些是後門乘車，前門下車，有一些是前門乘車，前門下車。這是由於有一些來自濃飛巴士的車輛中，沒有後門。另外，對於一些有後門的巴士中，發出整理券的機器已經遷移至後門處，因此這些車輛也會採取後門乘車，前門下車，與其他北惠那交通的車輛共用。
另外，關於支付車費方面，北惠那交通不支付來自名鐵巴士的manaca和來自岐阜巴士的ayuca等IC卡。

## 注腳

### 出典
1. 1 2  会社案内 - 会社概要 （页面存档备份，存于）（日語） 北惠那交通，2023年3月24日參閱。
2. ↑  《全国乗合自動車総覧》1934年（國立國會圖書館近代數碼圖書館）
3. 1 2  《中津川市史》下卷近代編2，1121頁
4. ↑  名鉄グループバスホールディングス - 会社概要 （页面存档备份，存于）（日語） 名鐵集團巴士控股，2023年3月24日參閱。
5. ↑  会社分割（簡易新設分割）による中間持株会社設立に関するお知らせ （页面存档备份，存于）（日語） 名古屋鐵道，2022年5月11日，2023年3月24日參閱。
6. ↑  . 日本經濟新聞電子版 (日本經濟新聞社). 2022-05-11  [2023-03-24]. （原始内容存档于2023-03-24） （日语）.
7. ↑  . 北恵那交通.   [2021-02-24]. （原始内容存档于2021-11-03） （日语）.
8. ↑  . 北恵那交通.   [2021-02-24]. （原始内容存档于2021-11-03） （日语）.

## 外部連結
- 官方網站 （页面存档备份，存于）（日語）